# إنترلوكين 17ف
إنترلوكين 17F (بالإنجليزية: Interleukin 17F)‏ هو بروتين بشري وأحد أفراد مجموعة إنترلوكين 17.